# François-Jean Kergoat
François-Jean Kergoat, francoski general, * 1887, † 1968.